# Macon County, North Carolina
Macon County är ett administrativt område i delstaten North Carolina, USA, med 33 922 invånare. Den administrativa huvudorten (county seat) är Franklin.

## Geografi
Enligt United States Census Bureau har countyt en total area på 1 344 km². 1 336 km² av den arean är land och 8 km² är vatten.

### Angränsande countyn
- Swain County - norr
- Jackson County - öster
- Rabun County, Georgia - söder
- Clay County - sydväst
- Cherokee County - väster
- Graham County - nordväst